# Andreas Lund
Andreas Lund é um atacante da Noruega que nasceu em 7 de Maio de 1975 em Kristiansand.

## Clubes
- 1995-1996 : IK Start  Noruega
- 1996-1999 : Molde FK  Noruega
- 1999-2000 : AFC Wimbledon  Inglaterra
- 2000 : Molde FK  Noruega
- 2000-2001 : AFC Wimbledon  Inglaterra